# Michel Meunier
Pour les articles homonymes, voir Michel Meunier (astronome).
Michel Meunier , professeur en Génie Physique et de génie biomédical de Polytechnique Montréal depuis 1986. Il a été récemment directeur du département de Génie Physique par intérim durant les années 2019 et 2020. Il est directeur du Laboratoire de Plasmonique et de Procédés Laser (LP2L), qu'il a lui-même fondé en 1988 et dont la mission est de développer des technologies diagnostiques et thérapeutiques basées sur la plasmonique, et les propriétés optiques des nanoparticules colloïdales. 

## Vie privée
Il est le neveu de Jean Meunier, fondateur de l’Institut Teccart, un collège privé en enseignement au Québec entre autres en technologie électronique et informatique.

## Formation universitaire
Michel Meunier a reçu ses diplômes de B. Ing. et M.Sc.A. en génie physique de Polytechnique Montréal en 1978 et 1980, respectivement, et son doctorat du Massachusetts Institute of Technology en 1984.

## Carrière
Michel Meunier est professeur en Génie Physique de Polytechnique Montréal depuis 1986 et directeur du département de Génie Physique par intérim pour l'année 2019/2020.

## Recherche
Détenteur d'une Chaire de recherche du Canada de 2002 à 2016, le Pr Michel Meunier est reconnu pour ses recherches dans le domaine des nanotechnologies et de l'interaction laser-matière pour des applications médicales. Il est notamment l'un des précurseurs de l'optoporation, qui consiste à faire de la transfection génique cellulaire à l'aide d'un laser pulsé ultra-rapide (femtoseconde) et de nanoparticules plasmoniques, typiquement en or ou alliage or-argent,.
Les activités de son laboratoire, le LP2L, se concentrent principalement autour de quatre axes de recherche:
- L'ingénierie femtoseconde
- La nanophotonique biomédicale
- L'imagerie de nanobiomarqueurs plasmoniques
- La nanochirurgie laser

## Entrepreneuriat
- Michel Meunier est l'un des cofondateurs de l'entreprise LTRIM Technologies, Inc., fondée en 1998[3]. LTRIM Technologies a notamment commercialisé une nouvelle technique de trimmage laser pour des circuits analogiques.
- Michel Meunier est codétenteur d'un brevet accepté en 2015 de synthèse chimique de nanoparticules d'alliage or-argent sphériques utilisées comme biomarqueurs[3].
- Il est également l'un des cofondateurs de la start-up VEGA BioImagerie en 2021, spécialisée dans la détection et caractérisation de nanoparticules plasmoniques en solution ou dans un environnement cellulaire.

## Prix et distinctions
- 1989 : Prix pour la recherche et l'enseignement délivré par le directeur général de Polytechnique Montréal.
- 2002 - 2009 : Chaire de recherche du Canada
- 2007 : Prix Synergie décerné par le Conseil de recherches en sciences naturelles et en génie du Canada pour l'innovation et l’exceptionnelle collaboration avec l'industrie[4]. Ce prix reconnait la participation à la fondation de LTRIM technologies, une compagnie qui a commercialisé une nouvelle technique de trimmage laser pour des circuits analogiques.
- 2009 - aujourd'hui : fellow de l'Académie Canadienne du Génie, attribué notamment pour ses contributions dans le champ de la technologie laser.
- 2010 : Fellow de la Society of Photo-Optical Instrumentation Engineers (SPIE)[5]
- 2012 : Fellow de l'Optical Society (OSA)[6]
- 2009 - 2016 : renouvellement de la Chaire de recherche du Canada
- 2016 : Prix Guy Rocher décerné par le ministère de l'enseignement du Québec pour ses qualifications exceptionnelles en enseignement universitaire au Québec[7].